# Phytrocaria phaea
Phytrocaria phaea là một loài bọ cánh cứng trong họ Cerambycidae.